# Sinocarum minus
Sinocarum minus är en flockblommig växtart som beskrevs av M.F.Watson. Sinocarum minus ingår i släktet Sinocarum och familjen flockblommiga växter. Inga underarter finns listade i Catalogue of Life.